# Diocesi di Roso
La diocesi di Roso (in latino Dioecesis Rhosiensis) è una sede soppressa del patriarcato di Antiochia e una sede titolare della Chiesa cattolica.

## Storia
Roso, identificabile con Uluçınar, nei pressi di Arsuz nella provincia di Hatay in Turchia, è un'antica sede episcopale della provincia romana della Cilicia Seconda nella diocesi civile d'Oriente e nel patriarcato di Antiochia.
Originariamente suffraganea dell'arcidiocesi di Tarso, tra IV e V secolo entrò a far parte della provincia ecclesiastica di Anazarbo. In seguito fu elevata al rango di diocesi esente dalla giurisdizione del metropolita di Anazarbo e immediatamente soggetta al patriarca, come testimoniato da una Notitia episcopatuum datata alla seconda metà del VI secolo.
Sono diversi i vescovi noti di Roso. Ciroto partecipò al concilio di Sardica nel 343/344. Antipatre prese parte ad un concilio antiocheno nel 363. Porfirio è menzionato in una lettera di san Giovanni Crisostomo. Giuliano partecipò al concilio di Calcedonia del 451. Romano visse all'epoca di Severo di Antiochia. Antonino prese parte al concilio tenuto a Mopsuestia nel 550 a proposito dei tre capitoli. Infine Le Quien aggiunge il vescovo Teodoro, menzionato dal monaco e agiografo Giovanni Mosco. Inoltre, la sede episcopale fu più volte saccheggiata dagli Isauri; secondo Teodoreto di Cirro, due vescovi furono fatti prigionieri agli inizi del V secolo. Infine, un'iscrizione non databile con precisione, riporta il nome del vescovo Giovanni.
Dal XV secolo Roso è annoverata tra le sedi vescovili titolari della Chiesa cattolica; la sede è vacante dal 13 luglio 1967.

## Cronotassi

### Vescovi greci
- Ciroto † (menzionato nel 343/344)[3]
- Antipatre † (menzionato nel 363)
- Porfirio † (menzionato nel 404 circa)
- Giuliano † (menzionato nel 451)
- Romano † (prima metà del VI secolo)[5]
- Antonino † (menzionato nel 550)
- Teodoro † (VII secolo)
- Giovanni †

### Vescovi titolari
- Uberto del Monte † (1377 - ? deceduto)
- Gregorio Luca † (13 agosto 1410 - ? deceduto)
- Teodorico Guesci, O.E.S.A. † (1º luglio 1414 - 16 aprile 1433 deceduto)
- Giovanni di Montemartino, O.F.M. † (1º settembre 1434 - ? deceduto)
- Dionigi Stefani, O.Carm. † (17 ottobre 1436 - 25 ottobre 1458 deceduto)
- Giovanni Mattei, O.Carm. † (12 gennaio 1453 - ? deceduto)
- Heinrich Hopfgarten † (21 novembre 1455 - 24 marzo 1460 deceduto)
- Daniele, O.E.S.A. † (10 dicembre 1470 - ? deceduto)
- Raffaele, O.S.B. † (16 febbraio 1487 - ? deceduto)
- Adrien Aernout (Adrianus Arnoldi), O.Carm. † (18 settembre 1517 - novembre 1536 deceduto)[6]
- Antonio Pascali, O.F.M.Conv. † (12 ottobre 1520 - ?)
- Miguel de Sanguesa, O.Cist. † (20 aprile 1537 - 1548 deceduto)
- Andrea Tisserio, O.F.M. † (4 marzo 1551 - ?)
- Johann Michael Wenzel von Spaur † (20 aprile 1722 - 28 marzo 1743 deceduto)
- Claude-François-Ignace Franchet de Ran † (5 aprile 1756 - 21 febbraio 1810 deceduto)
- Francisco Ramón Valentín de Casaús y Torres, O.P. † (23 marzo 1807 - 15 marzo 1815 nominato arcivescovo di Santiago di Guatemala)
- Aeneas Bernard MacEachern † (12 gennaio 1819 - 11 agosto 1829 nominato vescovo di Charlottetown)
- François-Auguste-Ferdinand Donnet † (6 aprile 1835 - 19 maggio 1837 confermato arcivescovo di Bordeaux)
- Antonio Burbano † (19 maggio 1837 - 1839 deceduto)
- Anonimo, M.E.P. † (27 marzo 1846 - ?)[7]
- Joannes Bocheński † (20 maggio 1850 - 25 gennaio 1857 deceduto)
- Pietro Saulini † (26 giugno 1876 - 28 febbraio 1878 nominato vescovo di Alatri)
- Emmanuel-Marie-Ange de Briey † (27 febbraio 1880 - 30 agosto 1884 succeduto vescovo di Meaux)
- Félix-Jules-Xavier Jourdan de la Passardière, C.O. † (3 ottobre 1884 - 12 marzo 1913 deceduto)
- Trudo Johannes Jans, O.F.M. † (23 dicembre 1923 - 9 settembre 1929 deceduto)
- José Garibi y Rivera † (16 dicembre 1929 - 22 dicembre 1934 nominato arcivescovo coadiutore di Guadalajara)
- Heinrich Ritter, C.S.Sp. † (6 settembre 1935 - 19 luglio 1942 deceduto)
- Marc Lacroix, O.M.I. † (18 dicembre 1942 - 13 luglio 1967 nominato vescovo di Churchill)